# Szymon Kurzeniecki
Szymon Kurzeniecki herbu własnego – cześnik podlaski w latach 1729–1738.
Był posłem ziemi warszawskiej na sejm elekcyjny 1733 roku. Jako deputat podpisał pacta conventa Stanisława Leszczyńskiego w 1733 roku. Po rezygnacji z urzędu został duchownym.